# دوراهك
دوراهك (بالفارسية: دوراهک) هي قرية تقع في مقاطعة دير في بوشهر في إيران. يقدر عدد سكانها بـ 3,841 نسمة .